# 張京安
张京安（1483年—？），字康甫，南直隶苏州府常熟县人。

## 生平
正德十四年（1519年）己卯科应天乡试第五十名举人，嘉靖二年（1523年）癸未科会试二百九十四名，二甲第七名進士，授刑部主事，升员外郎。

## 家族
曾祖张衕；祖张綵；父张學，知县。母沈氏。慈侍下，兄善徵、善礼；弟福成、明扬。